# Clopton (Suffolk)
Clopton – wieś w Anglii, w hrabstwie Suffolk. Leży 10 km na północny wschód od miasta Ipswich i 117 km na północny wschód od Londynu.